# Coupe des nations de concours complet d'équitation 2016
Navigation
2015 2017
La Coupe des nations de concours complet d'équitation 2016 (en anglais FEI Nations Cup Eventing 2016), est la 5e édition du circuit coupe des nations organisé par la FEI dans cette discipline.

## Calendrier et résultats
| Date                    | Lieu                               | Équipe vainqueur |
| ----------------------- | ---------------------------------- | ---------------- |
| 23 au 25 mars 2016      | Fontainebleau, France CICO-3*      | Allemagne        |
| 22 au 24 avril 2016     | Ballindenisk, Irlande CICO-3*      | Royaume-Uni      |
| 22 au 29 mai 2016       | Houghton Hall, Royaume-Uni CICO-3* | Allemagne        |
| 24 au 26 juin 2016      | Strzegom, Pologne CICO-3*          | Royaume-Uni      |
| 8 au 10 juillet 2016    | The Plains, États-Unis CICO-3*     | États-Unis       |
| 14 au 17 juillet 2016   | Aix-la-Chapelle, Allemagne CICO-3* | Australie        |
| 16 au 18 septembre 2016 | Vairano, Italie CICO-3*            | France           |
| 22 au 25 septembre 2016 | Waregem, Belgique CICO-3*          | Allemagne        |
| 6 au 9 octobre 2016     | Boekelo, Pays-Bas CICO-3*          | Royaume-Uni      |

## Classement
|               | Équipe/Épreuve   | Points       | Points        | Points   | Points     | Points          | Points  | Points  | Points  | Points | Total |
| Fontainebleau | Équipe/Épreuve   | Ballindenisk | Houghton Hall | Strzegom | The Plains | Aix-la-Chapelle | Vairano | Waregem | Boekelo |        | Total |
| ------------- | ---------------- | ------------ | ------------- | -------- | ---------- | --------------- | ------- | ------- | ------- | ------ | ----- |
| 1             | Allemagne        | 100          | —             | 100      | 70         | —               | 90      | 90      | 100     | 70     | 620   |
| 2             | Royaume-Uni      | (55)         | 100           | 70       | 100        | 80              | 60      | —       | 90      | 100    | 600   |
| 3             | France           | 90           | 80            | 80       | —          | —               | 45      | 100     | 80      | 60     | 535   |
| 4             | Pays-Bas         | 45           | —             | 55       | 45         | —               | 50      | —       | 70      | 80     | 345   |
| 5             | Australie        | 70           | —             | 90       | —          | —               | 100     | —       | —       | 45     | 305   |
| 6             | Irlande          | 80           | 90            | —        | —          | —               | 80      | —       | —       | 40     | 290   |
| 7             | Italie           | 50           | —             | —        | 90         | —               | —       | 80      | —       | 55     | 275   |
| 8             | États-Unis       | —            | —             | 50       | —          | 100             | 55      | —       | —       | 50     | 255   |
| 9             | Suède            | 60           | —             | —        | 50         | —               | 40      | —       | 55      | 25     | 230   |
| 10            | Nouvelle-Zélande | —            | —             | 60       | —          | —               | 70      | —       | —       | 90     | 220   |
| 11            | Belgique         | 40           | —             | —        | 80         | —               | —       | —       | 60      | 35     | 215   |
| 12            | Suisse           | —            | —             | —        | 55         | —               | —       | 70      | —       | —      | 125   |
| 13            | Norvège          | —            | —             | —        | 60         | —               | —       | —       | —       | 30     | 90    |
| 14            | Canada           | —            | —             | —        | —          | 90              | —       | —       | —       | —      | 90    |